# Alejandro Armenta Mier
Alejandro Armenta Mier (Izúcar de Matamoros, 9 luglio 1969) è un politico messicano, governatore di Puebla dal 14 dicembre 2024.

## Biografia
Nato nel comune di Izúcar de Matamoros, nello Stato di Puebla, il 9 luglio 1969, si laurea in scienze politiche presso la Benemerita Università autonoma di Puebla, conseguendo successivamente un master in pubblica amministrazione all'Istituto Nazionale di Pubblica Amministrazione.

### Carriera politica
Nel 1985 entra in politica, diventando esponente del Partito Rivoluzionario Istituzionale. Nel 1993 viene eletto sindaco della città di Acatzingo, carica in cui rimane fino al 1996. Nello stesso anno diviene deputato locale di Puebla come supplente, incarico che detiene per tre anni.
Dal 2002 al 2005 è nuovamente deputato a livello locale rappresentando il diciottesimo distretto di Puebla. L'anno successivo assume la carica di segretario dello sviluppo sociale all'interno del gabinetto statale, mentre alle elezioni del 2015 viene eletto, per un mandato di tre anni, deputato per lo Stato di Puebla.
Durante questa carica, nel 2017, esce dal PRI per entrare nel Morena. L'anno dopo si candida al Senato, venendo eletto. Nel corso di questo mandato è presidente della Commissione della finanza e credito pubblico. Rimane parlamentare prima dal 2018 al febbraio 2019, poi dal maggio dello stesso anno fino al dicembre 2023 e infine dal gennaio al marzo 2024. In quest'ultima occasione lascia l'incarico perché candidato alle elezioni nello Stato di Puebla del 2024.
Nell'agosto 2022 viene nominato, a seguito delle votazioni, presidente del Senato per il periodo 2022-2023, carica che ricopre dal settembre seguente.
Il 2 giugno 2024 viene eletto governatore di Puebla. Entra in carica ufficialmente il successivo 14 dicembre.

## Vita privata
È sposato con Cecilia Arellano Pérez.